# 大甕神社
大甕神社（おおみかじんじゃ）は、茨城県日立市大みか町にある神社。

## 祭神
- 主祭神 - 建葉槌命（たけはづちのみこと）
- 地主神 - 甕星香々背男（みかぼしかがせお）

### 祭神について
『日本書紀』神代に、下総国一宮である香取神宮の祭神経津主神と常陸国一宮である鹿島神宮の祭神武甕槌神の二柱の神が邪神をことごとく平定したが、星の神の香香背男だけは従わなかった。そこで倭文神建葉槌命が使わされ、これを服従させたと記されている。水戸藩神名録には当社は倭文神宮と記されている。伝説では、石名坂の峠の石が巨大化して天にまで届こうとしたのを、静の神が鉄の靴を履いて蹴ったところ石が砕け、かけらの一つが河原子(日立市)へ、もう一つが石神(東海村)に落ちたといわれている。

## 歴史
創建は社伝によれば皇紀元年（紀元前660年）。最初は大甕山山上に祀られたが、元禄8年水戸藩主徳川光圀の命により甕星香々背男の磐座、宿魂石上の現在の地に遷座され、久慈、南高野、石名坂三村の鎮守とされた。この際に除地5石6斗8升6合の寄進を受けている。

## 境内
境内南東の鳥居をくぐると拝殿がある。拝殿の右奥にある岩山が、甕星香々背男の荒魂を鎮めたとされる宿魂石であり、その山上に建葉槌命を祀る本殿がある。宿魂石の北西側には甕星香々背男社がある。境内の北側、国道6号に面して大鳥居があるが、こちらは裏参道にあたる。境内社として稲荷神社、大杉神社、八坂神社、天満神社がある。

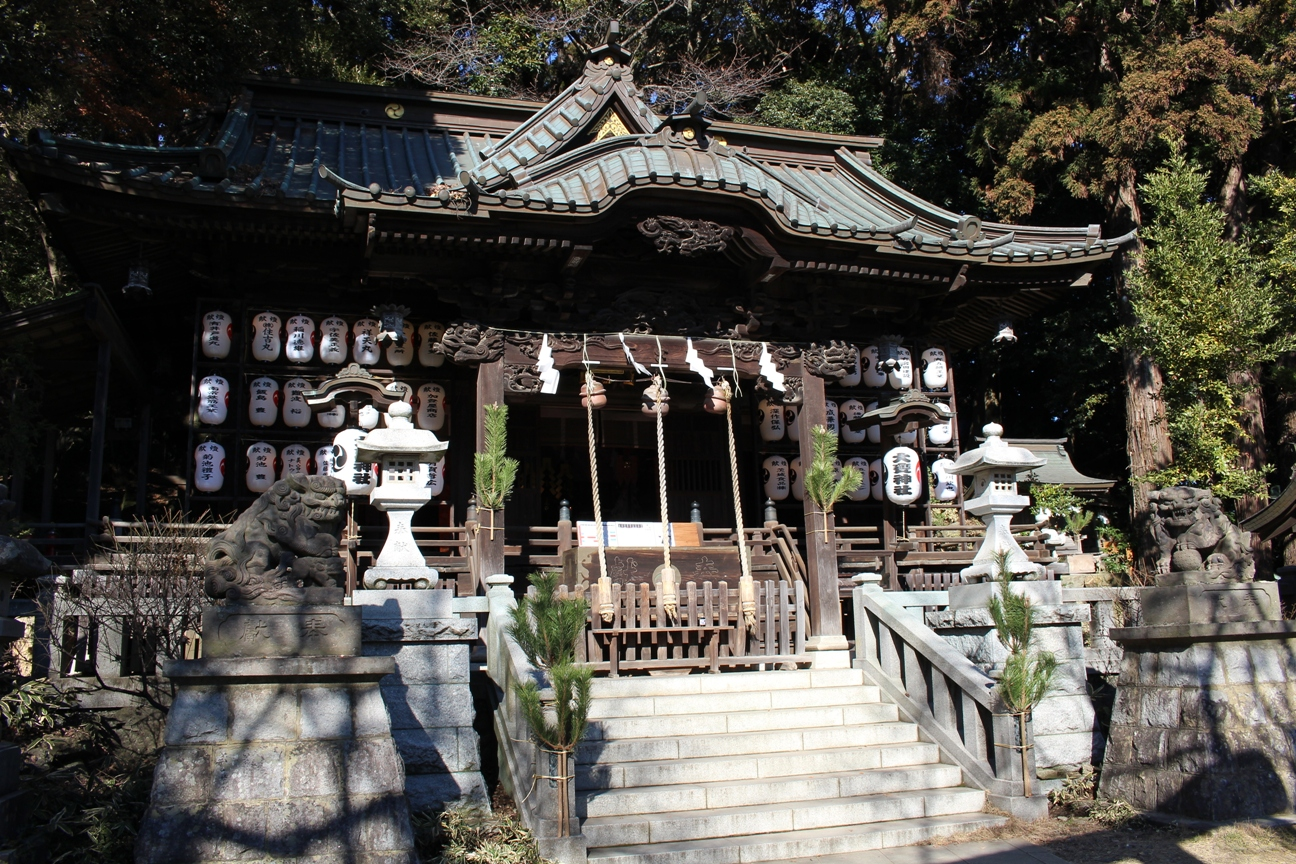
拝殿
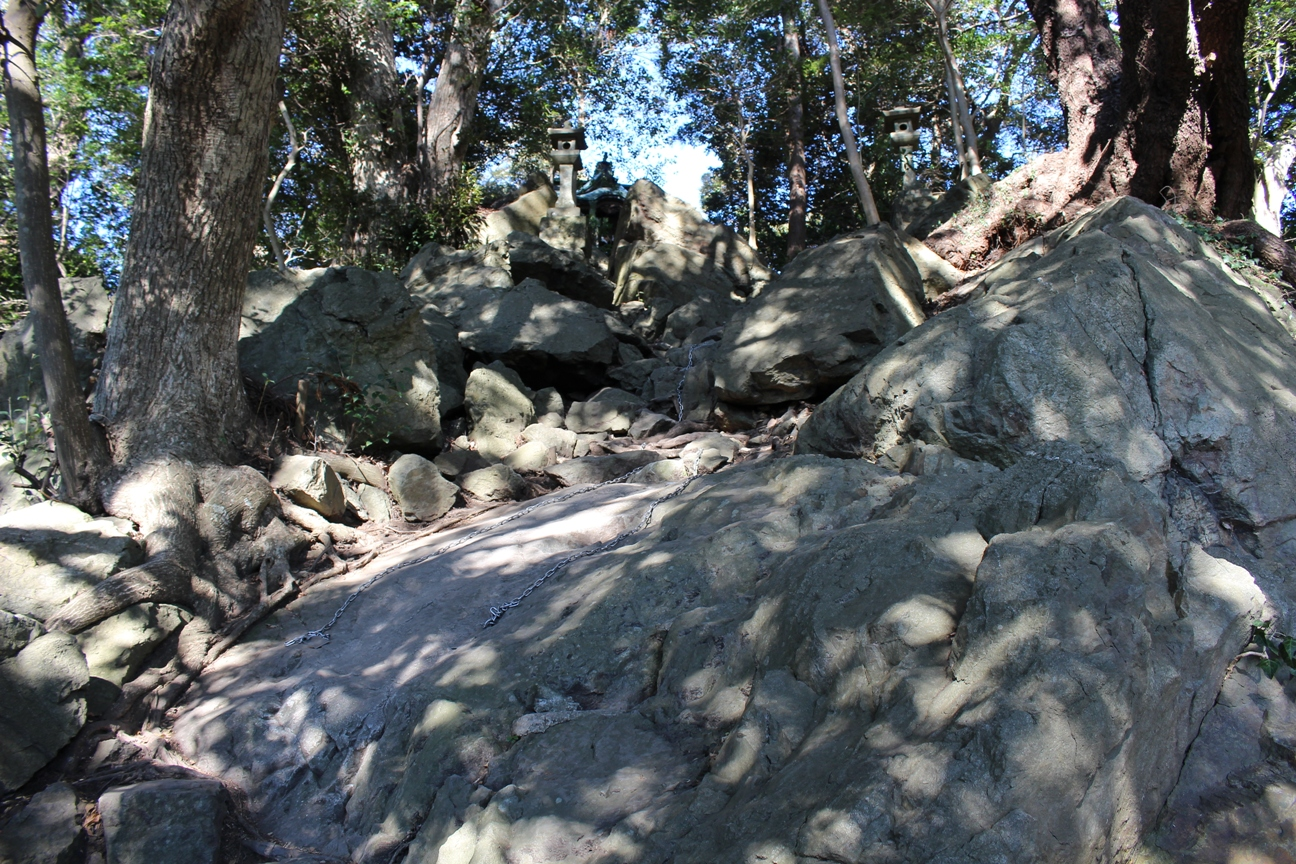
宿魂石上の本殿への参道　鎖場になっている
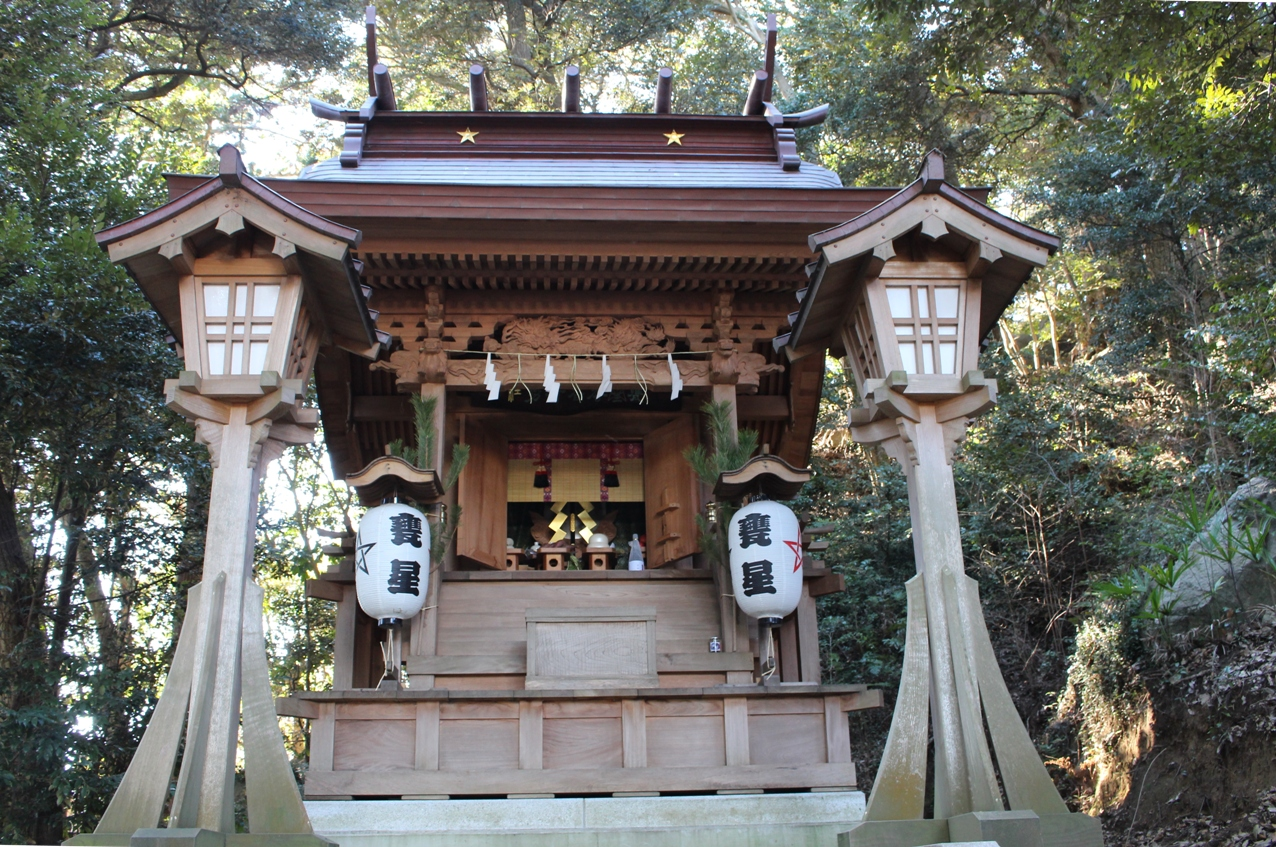
甕星香々背男社

## 祭事
- 祈年祭（1月15日）
- 節分祭（2月3日）
- 例大祭（5月5日）
- 甕星祭（7月7日）
- 祖霊祭（8月12日）
- おどう祭（秋季例祭）（11月2日-3日）
- 新嘗祭（11月23日）
- 式年大祭（御濱降神事）（申・寅の年）　令和４年より実行委員会主導で毎年斎行

### 御濱降神事
6年に1度、申・寅の年に行われる。神輿に御神体を移し氏子地域を巡行した後、久慈漁港で漁船に乗せて、海上を周回する。当神社の神輿は、天皇の高御座を模した八角形をしており、この大祭でのみ使われる。
令和４年より実行委員会主導で毎年斎行。

## 現地情報
所在地
- 茨城県日立市大みか町6丁目16番1号

交通アクセス
- 鉄道：東日本旅客鉄道（JR東日本）常磐線 大甕駅 （徒歩15分）
- 車：常磐自動車道 日立南太田ICから4km